# Hydrophis schistosus
Enhydrina schistosa là một loài rắn độc trong họ Rắn hổ. Loài này được Daudin mô tả khoa học đầu tiên năm 1803. Khoảng 50% các vụ người bị rắn biển cắn do loài này gây ra, cũng như phần lớn các vụ bị động vật tiêm độc và tử vong.

## Phân bố
Loài rắn này được tìm thấy ở Biển Ả Rập và Vịnh Ba Tư (ngoài Oman), ở phía nam Seychelles và Madagascar, ngoài khơi Nam Á (Pakistan, Ấn Độ và Bangladesh), Đông Nam Á (Myanmar (trước đây là Burma), Thái Lan, Việt Nam).
Rắn từ Úc (Lãnh thổ phía Bắc và Queensland) và New Guinea hiện được xác định tạm thời là Enhydrina zweifeli, do các xét nghiệm DNA có cho thấy họ không liên quan đến Enhydrina schistosa.

## Nọc độc
Nọc độc của loài này được tạo thành từ các neurotoxin và myotoxin rất mạnh. Loài phổ biến này gây ra phần lớn các trường hợp tử vong do rắn biển cắn (lên đến 90% tất cả các vụ rắn biển cắn). Giá trị LD50 là 0,1125 mg/kg dựa trên các nghiên cứu độc chất học. Năng suất nọc độc trung bình trên mỗi vết cắn là khoảng 7,9–9.0 mg, trong khi liều gây chết người được ước tính là 1,5 mg.